# لاميون إيراني
لاميون إيراني (الاسم العلمي: Lamium iranicum) هو نوع من النباتات يتبع جنس اللاميون من الفصيلة الشفوية.